# Coenonympha nobilis
Coenonympha nobilis är en fjärilsart som beskrevs av Gradl 1933. Coenonympha nobilis ingår i släktet Coenonympha och familjen praktfjärilar. Inga underarter finns listade i Catalogue of Life.